# 베들레헴 대학교
베들레헴 대학교(아랍어: جامعة بيت لحم)는 팔레스타인 서안 지구에 있는 대학교이며, 1973년 설립되었다.